# Château de Fukui (Osaka)
Pour les articles homonymes, voir Château de Fukui.
Le château de Fukui (福井城, Fukui-jō) était un château en hauteur situé à Ibaraki, préfecture d'Osaka au Japon et qui fut détruit par un incendie en 1657.

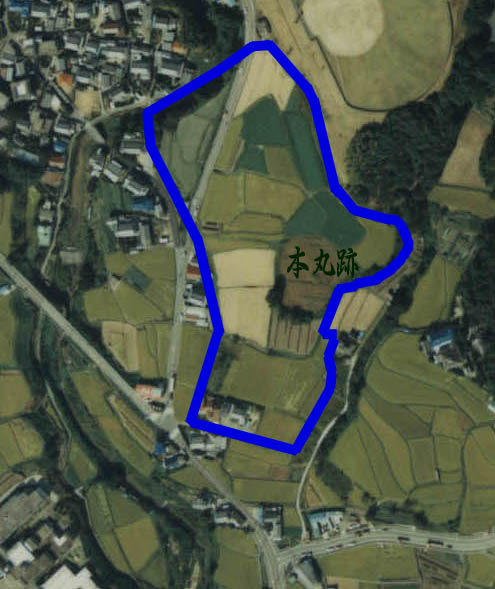
Photo aérienne avec le tracé du château de Fukui.